# Ócuki

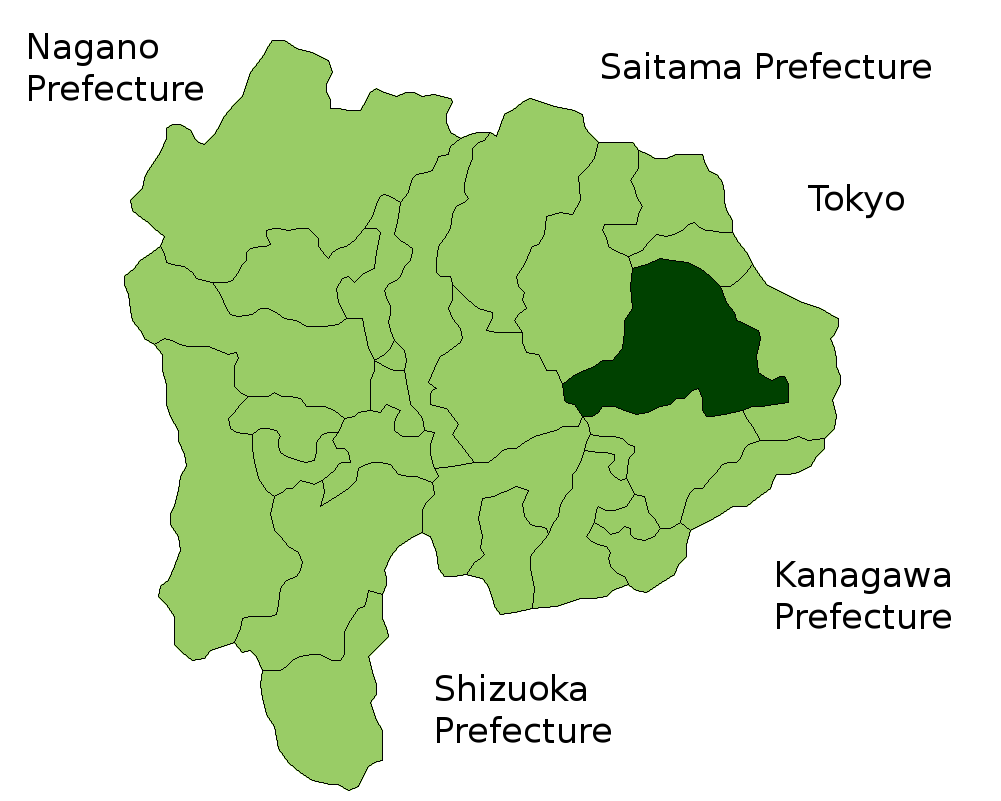
Ócuki elhelyezkedése a Jamanasi prefektúrán belül

Ócuki (japánul 大月市, átírással Ócuki-si) település Japánban, a Csúbu régió Jamanasi prefektúrájában. A várost 1954. augusztus 8-án alapították. 2008. január 1-jén népessége 29 803 fő, népsűrűsége 106 fő/km² volt. A teljes területe 280,30 km².
A vasúti közlekedésének alapja a Csúó-fővonalon és a Fudzsi Kjúkó-vonalon fekvő ócuki vasútállomás.

## Népesség
| Lakosok száma | 28 120 | 25 980 | 25 419 | 22 356 |
|               | 2010   | 2014   | 2015   | 2021   |